# Сьомін Юрій Павлович
Сьо́мін Юрій Павлович (рос. Юрий Павлович Сёмин, *11 травня 1947, Чкалов) — радянський і російський футболіст та тренер. Головний тренер «Динамо» (Київ) у 2008—2009 та 2010—2012 роках. Майстер спорту СРСР. Заслужений тренер Таджикистану. Заслужений тренер Росії.

## Біографія

### Кар'єра гравця
Юрій Сьомін народився в Оренбурзі через півтора року після закінчення Другої світової війни — 11 травня 1947 року. Незабаром сім'я переїхала до Орла, де 16-річний Сьомін дебютував на позиції нападника спочатку за молодіжну команду, а потім і за основу місцевого «Спартака», який тоді грав у другій лізі чемпіонату СРСР.
Вже у 17-річному віці Сьомін перейшов до московського «Спартака», де запам'ятався як технічний і працездатний форвард, хоча він не вважався зіркою і ніколи не запрошувався до збірної СРСР. Тим не менше на рахунку Сьоміна є два історичні голи — перші голи «Спартака» в єврокубках (на 10 і 16 хвилинах у гостьовій перемозі 3:1 проти ОФК Белград в Кубку Кубків у 1966 році).
Ще через три роки він опинився в московському «Динамо», де провів чотири сезони, які вважає найкращим часом в своїй кар'єрі гравця. В складі «Динамо» він виборов Кубок СРСР і став срібним призером чемпіонату країни. Пішов Сьомін з «Динамо» через конфлікт з тренером після того, як не потрапив до основного складу на єврокубкову гру. Це сталося за рік до історичного сезону, коли «Динамо» дійшло до фіналу Кубка Кубків.
Сьомін опинився в «Кайраті» з Алма-Ати, який залишив знов-таки через конфлікт з тренером і навіть з дискваліфікацією без права грати у вищій лізі. Сьомін попрямував до Новосибірська, де протягом року грав за «Чкаловець» в нижчому дивізіоні. Двома останніми клубами в його кар'єрі стали московський «Локомотив» і «Кубань» з Краснодара. Закінчив кар'єру Сьомін в 33-річному віці з лише одним трофеєм — Кубком СРСР.

### Тренерська кар'єра

#### Початок кар'єри
Восени 1983 року 36-річного Сьоміна запросили в Душанбе врятувати місцевий «Памір» від вильоту до другої ліги. Молодий тренер упорався із завданням, за що одержав звання заслуженого тренера Таджицької РСР. Сьомін також заклав підвалини майбутнього виходу «Паміра» до вищої ліги у 1988 році. Це сталося вже без Сьоміна, який 1986 року перейшов до московського «Локомотива» й відтоді тренував клуб майже 20 років.
У 57 попередніх чемпіонатах СРСР «Локомотив» лише один раз піднявся на п'єдестал пошани (срібло у 1959 році), тоді як під керівництвом Сьоміна клуб перетворився на одного з лідерів російського футболу, двічі здобувши бронзу (1994 і 1998 роки), чотири рази — срібло (1995, 1999, 2000 і 2001 роки), а 2002 року вперше за 79 сезонів став чемпіоном, здолавши в «золотому матчі» ЦСКА (1:0). «Локомотив» також повторив успіх в 2004 році.

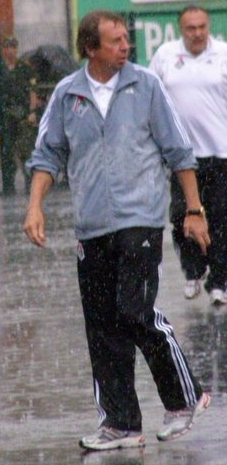
Юрій Сьомін, головний тренер «Локомотива» (2009 рік)

2005 року Сьоміна призначили головним тренером збірної Росії, але команда не пройшла відбір до Кубка світу з футболу 2006, хоча й не програла під його керівництвом жодного матчу.
Після цього Сьомін не повернувся на посаду головного тренера «Локомотива», пояснивши це розбіжністю поглядів із керівництвом. 2006 року він підписав контракт з московським «Динамо», але подав у відставку вже у серпні того ж року після того, як команда набрала лише 9 очок у 14 матчах чемпіонату.
Урешті-решт Сьомін повернувся до «Локомотива», але вже як президент (головним тренером став Анатолій Бишовець). Після найгіршого результату клубу в історії російських чемпіонатів (7-е місце в 2007 році) і Бишовця, і Сьоміна було звільнено.

#### «Динамо» (Київ)
8 грудня 2007 року Юрія Сьоміна було офіційно представлено як нового головного тренера «Динамо» (Київ). Контракт набрав чинності 1 січня 2008 року і був розрахований на два з половиною роки.. Перед його приходом «динамівці» переживали важкі часи — в чемпіонаті України після першого кола кияни відставали не лише від донецького «Шахтаря», а й від дніпропетровського «Дніпра», а єврокубковий сезон команда провалила, програвши в груповому етапі Ліги Чемпіонів всі 6 матчів. Сьомін зумів налагодити гру команди, і «Динамо» не лише піднялась із третього місця, а і повернула чемпіонат в своє звичайне русло — за чемпіонський титул знову боролись «біло-сині» і «Шахтар». Все ж, донецький клуб «Динамо» не перегнало, хоч відставання становило лише 3 очки. І в Кубку, і в Суперкубку України київський клуб у фіналі програв донеччанам, в першому випадку з рахунком 2:0, в другому по серії пенальті.
Наступний сезон для команди виявився одним з найкращих в історії клубу. Цього разу боротьби за чемпіонський титул не було, кияни переганяли «Шахтар» на 12 очок. До групового етапу Ліги Чемпіонів кияни пройшли, в 2 відбірному раунді важко перегравши ірландську «Дрохеду», а в 3 відбірному раунді двічі розгромивши одного з найпринциповіших суперників — московського «Спартака» (двічі по 4:1). І в групі київський клуб грав красиво — в першому турі «Динамо» лише на останніх хвилинах втратило перемогу в домашньому матчі з одним з найсильніших клубів світу, лондонським «Арсеналом» (1:1).
|  | На цей раз можу впевнено сказати, що команда прогресує, що команда є на правильному шляху, що і показала гра. Якщо ви пам'ятаєте, то рік-два тому «Динамо» після першого тайму програвало 2:0 чи 3:0 |

І в інших матчах групи «біло-сині» грали впевнено, зовсім трохи киянам не вистачило до виходу до 1/8 розіграшу турніру, проте і третє місце з 8 очками було успіхом, оскільки «Динамо» продовжувало виступи в Кубку УЄФА. В 1/16 команда переграла в важкому матчі іспанську Валенсію (незважаючи на суддівські помилки), а в 1/8 в першому в Європі українському дербі пройшло харківський «Металіст». В чвертьфіналі київський клуб переграв французький «Парі-Сен-Жермен» — в першому матчі в рівній грі «Динамо» зіграло в «суху» нічию, а в другому матчі кияни впевнено виграли — 3:0. В півфіналі «динамівці» зустріли найпринциповішого суперника — «Шахтаря». Саме тут київська команда повернула свій «борг» з чемпіонату — вдома зіграли 1:1, а в Донецьку лише на останніх хвилинах програли з рахунком 2:1.

#### Після «Динамо»
26 травня 2009 року контракт з «Динамо» був розірваний в зв'язку з бажанням Сьоміна повернутися на посаду головного тренера московського «Локомотива», в якому з 1 червня і приступив до виконання своїх обов'язків.
З клубом тренер не зміг досягти успіху, посівши лише 5 місце в чемпіонаті та вилетівши в Лізі Європи від клубу другого швейцарського дивізіону «Лозанни» у раунді стикових матчів. Зважаючи на це, 29 листопада 2010 року, після завершення російського футбольного сезону, рада директорів «Локомотива» зняла з посади Сьоміна, виплативши йому за це грошову компенсацію.

#### Знову в «Динамо»
23 грудня 2010 року підписав контракт на три з половиною роки з «Динамо» (Київ). Цього разу завдання перемогти в Чемпіонаті України перед Сьоміним немає, оскільки за 11 турів до завершення команда відстає від «Шахтаря» на 12 очок. Натомість в Лізі Європи команда витсупає під орудою Сьоміна вдало, вийшовши до чвертьфіналу — а то в 1/8 був переможений головний фаворит турніру — «Манчестер Сіті». В чвертьфіналі «Динамо» програло ФК «Спортінг (Брага)».
Після чотирьох поразок (від «Боруссії» (Менхенгладбах) — 1:2 та «Парі Сен-Жермен» — 4:1 у Лізі чемпіонів та двічі від донецького «Шахтаря» у чемпіонаті — 3:1 та кубку — 4:1) у п'яти матчах 24 вересня 2012 року Сьомін був звільнений з поста головного тренера.
На прес конференції з цього приводу він зазначив, що роки, проведені ним на тренерському містку «Динамо» — одні з найкращих у його тренерській кар'єрі.

#### Подальша кар'єра
29 травня 2013 року став головним тренером азербайджанського клубу «Габала». Під керівництвом російського фахівця «Габала» в сезоні 2013/14 стала бронзовим призером чемпіонату Азербайджану, завоювавши право виступати в Лізі Європи в наступному сезоні і вийшла у фінал Кубка країни. Однак по закінченні сезону Сьомін покинув команду.
27 травня 2014 року став новим головним тренером «Мордовії». Контракт був підписаний на один рік з можливістю продовження ще на один. Тренер неодноразово підкреслював, що його завдання — зберегти для «Мордовії» місце у Прем'єр-лізі, і під його керівництвом команда посіла восьме місце (що стало найкращим результатом в історії клубу). 30 травня 2015 року оголосив про свій відхід з «Мордовії».
18 червня 2015 року Сьомін очолив новачка Прем'єр-ліги «Анжі», підписавши контракт за схемою 1+1.. Був звільнений 29 вересня після 10-го туру, коли команда займала в турнірній таблиці 15-те місце.
26 серпня 2016 року був знову призначений головним тренером московського «Локомотива» (вчетверте за кар'єру). У першому матчі після повернення Сьоміна «Локомотив» з рахунком 2:1 здобув перемогу над «Краснодаром».

## Громадянська позиція
Фігурант бази даних сайту "Миротворець" з таким формулюванням: "Антиукраїнський пропагандист. Поширення кремлівської пропаганди у вигляді т.зв. "російського світу". Замах на суверенітет та територіальну цілісність України. Участь у спробах легалізації окупації АР Крим російськими загарбниками."

## Статистика

### Кар'єра гравця
| Клуб               | Сезон | Чемпіонат | Чемпіонат | Кубок | Кубок | Єврокубки | Єврокубки |
| Клуб               | Сезон | Ігри      | Голи      | Ігри  | Голи  | Ігри      | Голи      |
| ------------------ | ----- | --------- | --------- | ----- | ----- | --------- | --------- |
| «Спартак» (Орел)   | 1964  | ?         | ?         | ?     | ?     | -         | -         |
| «Спартак» (Орел)   | 1965  | 16        | 6         | 1     | 0     | -         | -         |
| «Спартак» (Москва) | 1965  | 13        | 2         | 0     | 0     | -         | -         |
| «Спартак» (Москва) | 1966  | 22        | 4         | 1     | 0     | 3         | 3         |
| «Спартак» (Москва) | 1967  | 8         | 0         | 0     | 0     | -         | -         |
| «Динамо» (Москва)  | 1968  | 16        | 3         | 1     | 0     | -         | -         |
| «Динамо» (Москва)  | 1969  | 29        | 9         | 3     | 1     | -         | -         |
| «Динамо» (Москва)  | 1970  | 29        | 4         | 5     | 2     | -         | -         |
| «Динамо» (Москва)  | 1971  | 21        | 4         | 3     | 1     | 2         | 0         |
| «Кайрат»           | 1972  | 25        | 3         | 1     | 0     | -         | -         |
| «Кайрат»           | 1973  | 18        | 2         | 2     | 0     | -         | -         |
| «Чкаловець»        | 1974  | 27        | 4         | 0     | 0     | -         | -         |
| «Локомотив»        | 1975  | 27        | 4         | 1     | 0     | -         | -         |
| «Локомотив»        | 1976  | 28        | 4         | 3     | 0     | -         | -         |
| «Локомотив»        | 1977  | 23        | 1         | 0     | 0     | -         | -         |
| «Кубань»           | 1978  | 34        | 10        | 0     | 0     | -         | -         |
| «Кубань»           | 1979  | 39        | 4         | 0     | 0     | -         | -         |
| «Кубань»           | 1980  | 21        | 0         | 1     | 0     | -         | -         |

### Кар'єра тренера
| Команда              | Ліга/дивізіон            | Сезон   | Місце | Команд | Примітки                                               |
| -------------------- | ------------------------ | ------- | ----- | ------ | ------------------------------------------------------ |
| «Памір» (Душанбе)    | Перша ліга               | 1983    | 12    | 22     |                                                        |
| «Памір» (Душанбе)    | Перша ліга               | 1984    | 8     | 22     |                                                        |
| «Памір» (Душанбе)    | Перша ліга               | 1985    | 4     | 22     |                                                        |
| «Локомотив» (Москва) | Перша ліга               | 1986    | 12    | 24     |                                                        |
| «Локомотив» (Москва) | Перша ліга               | 1987    | 2     | 22     | Вийшов до вищої ліги                                   |
| «Локомотив» (Москва) | Вища ліга                | 1988    | 7     | 16     |                                                        |
| «Локомотив» (Москва) | Вища ліга                | 1989    | 15    | 16     | Вибув до першої ліги                                   |
| «Локомотив» (Москва) | Перша ліга               | 1990    | 4     | 20     | Вийшов до вищої ліги                                   |
| «Локомотив» (Москва) | Прем'єр-ліга (Вища ліга) | 1992    | 4     | 20     |                                                        |
| «Локомотив» (Москва) | Прем'єр-ліга (Вища ліга) | 1993    | 5     | 18     |                                                        |
| «Локомотив» (Москва) | Прем'єр-ліга (Вища ліга) | 1994    | 3     | 16     |                                                        |
| «Локомотив» (Москва) | Прем'єр-ліга (Вища ліга) | 1995    | 2     | 16     |                                                        |
| «Локомотив» (Москва) | Прем'єр-ліга (Вища ліга) | 1996    | 6     | 18     |                                                        |
| «Локомотив» (Москва) | Прем'єр-ліга (Вища ліга) | 1997    | 5     | 18     |                                                        |
| «Локомотив» (Москва) | Прем'єр-ліга (Вища ліга) | 1998    | 3     | 16     |                                                        |
| «Локомотив» (Москва) | Прем'єр-ліга (Вища ліга) | 1999    | 2     | 16     |                                                        |
| «Локомотив» (Москва) | Прем'єр-ліга (Вища ліга) | 2000    | 2     | 16     |                                                        |
| «Локомотив» (Москва) | Прем'єр-ліга (Вища ліга) | 2001    | 2     | 16     |                                                        |
| «Локомотив» (Москва) | Прем'єр-ліга (Вища ліга) | 2002    | 1     | 16     |                                                        |
| «Локомотив» (Москва) | Прем'єр-ліга (Вища ліга) | 2003    | 4     | 16     |                                                        |
| «Локомотив» (Москва) | Прем'єр-ліга (Вища ліга) | 2004    | 1     | 16     |                                                        |
| «Локомотив» (Москва) | Прем'єр-ліга (Вища ліга) | 2005    | -     | 16     | Звільнився до кінця сезону                             |
| Збірна Росії         | Відбір до ЧС-06          | 2005    | 3     | 7      | Не пройшов відбір                                      |
| «Динамо» (Москва)    | Прем'єр-ліга             | 2006    | -     | 16     | Звільнено до кінця сезону                              |
| «Динамо» (Київ)      | Прем'єр-ліга             | 2007-08 | 2     | 16     | прийшов під час зимової перерви                        |
| «Динамо» (Київ)      | Прем'єр-ліга             | 2008-09 | 1     | 16     | контракт з «Динамо» був розірваний                     |
| «Локомотив» (Москва) | Прем'єр-ліга             | 2009    | 4     | 16     | прийшов під час літньої перерви                        |
| «Локомотив» (Москва) | Прем'єр-ліга             | 2010    | 5     | 16     | рада директорів зняла з посади після завершення сезону |
| «Динамо» (Київ)      | Прем'єр-ліга             | 2010-11 | 2     | 16     | прийшов під час зимової перерви                        |

## Титули та досягнення

### Гравець
- Кубок СРСР: 1970

### Тренер
- Суперкубок України: 2011
- Чемпіон України: 2008/09
- Суперкубок Росії: 2003, 2005, 2019
- Чемпіон Росії: 2002, 2004, 2017/18
- Кубок Росії: 1995–96, 1996–97, 1999–2000, 2000–01, 2016–2017
- Майстер спорту СРСР
- Заслужений тренер Таджикистану (1985)
- Заслужений тренер Росії (1989)